# Tate
A Tate brit szépművészeti múzeum a híres Tate Galérián kívül még három kisebb múzeumot is magába foglal: Tate Liverpool (1988), Tate St Ives (1993) és Tate Modern (2000). A galéria minden évben odaítéli a Turner-díjat, amit 50 éves kor alatti brit művészek kaphatnak.

## Tate Galéria (Tate Gallery of British Art)

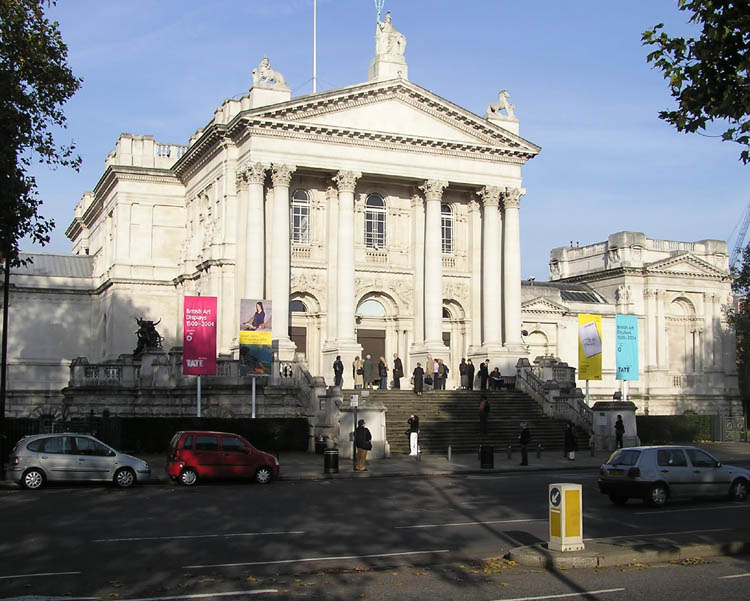
A Tate Britain főbejárata

Henry Tate cukornádültetvényeiből meggazdagodott mecénás felajánlotta az angol államnak, hogy műgyűjteményét a nyilvánosság számára hozzáférhetővé teszi. Múzeumot épít, ha az állam erre a célra területet biztosít, és vállalja az épület fenntartását. A Tate Galéria 1894-ben hivatalosan „Brit Nemzeti Művészeti Galériaként“ (National Gallery of British Art) néven lett meghirdetve, és 1897-ben ezen a néven is nyílt meg.
A gyűjtemény eredetileg kizárólag korabeli angol műtárgyakból állott (Viktoriánus stílus). Később már külföldi művészek munkái is szerepeltek benne. A 20. században a gyűjtemény egyre inkább kibővült modern művészeti alkotásokkal is.
1992 decemberében a Tate Vagyonkezelői Alap bejelentette, hogy a gyűjtemény egy része külön épületbe kerül, Londonban. Az egész millbanki épület a brit műalkotások múzeuma marad (1500-tól napjainkig), és Tate Britain néven működik tovább, William Turner alkotásainak egyedülálló gyűjteményét pedig külön szárnyba rendezték. A nemzetközi modern és kortárs alkotásokat viszont új épületbe szervezték át.

## Tate Modern

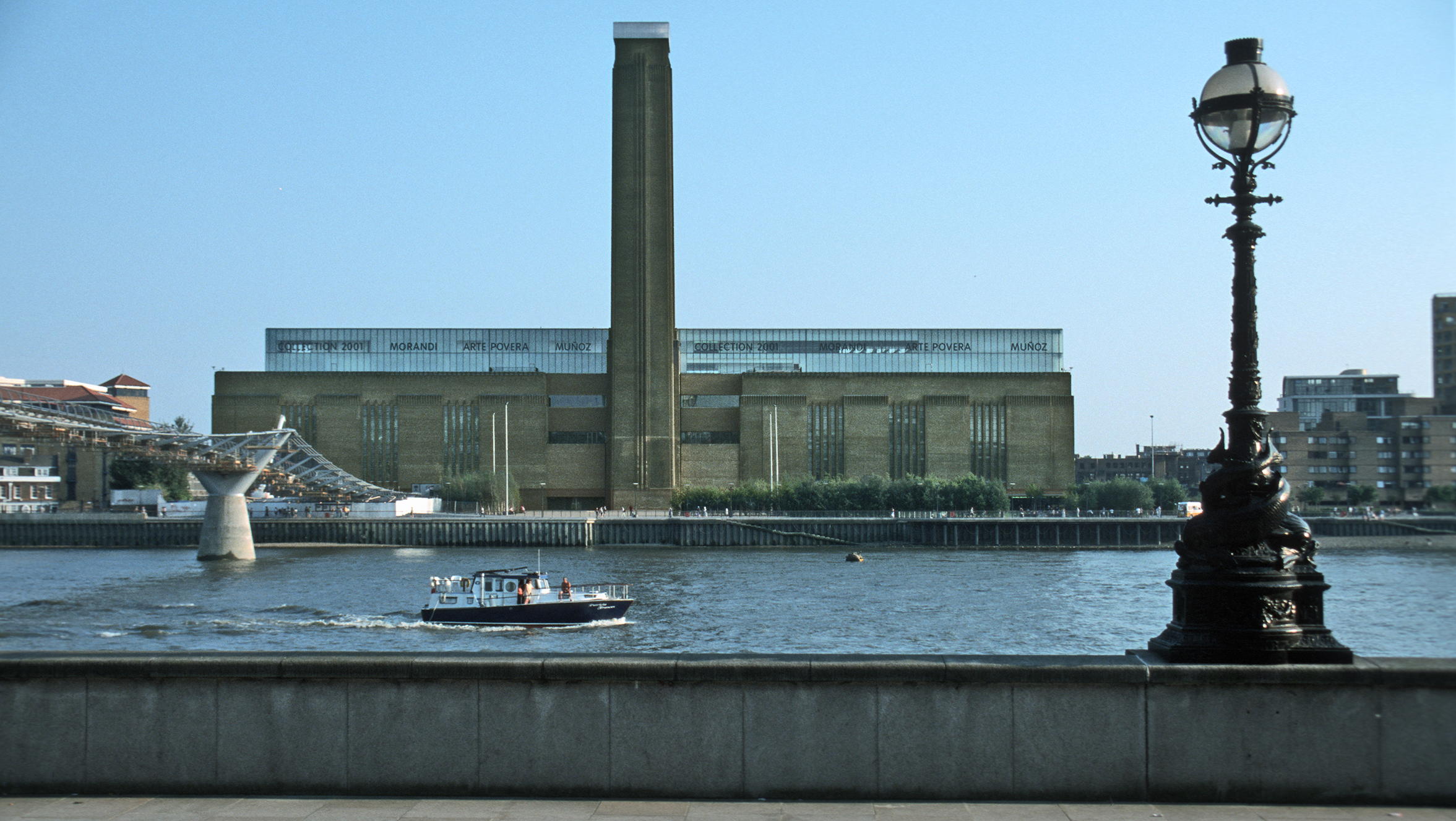
A Tate Modern

2000. május 12-én nyílt meg a Tate Modern egy egykori olajtüzelésű erőmű, a Bankside Power Station épületében, London szívében. Az eredeti építményt Sir Giles Gilbert Scott tervezte és két lépcsőben készült el, 1947 és 1963 között. 1981-ben az áramszolgáltatónak már nem volt szüksége az erőműre, és bezárta. Az átépítést a svájci Herzog & de Meuron végezte, a kültéri létesítmények átalakítását pedig a zürichi Kienast Vogt & Partner. Az átalakítás költsége 134 millió font sterling volt.
A képtár az épület harmadik, negyedik és ötödik emeletén található. Tematikus kiállítások a 3. és 4. emeleten vannak, míg az ötödik emeleten időszaki bemutatók kaptak helyet. Az egykori erőmű rendkívül magas főépülete, ahol eredetileg a turbinák voltak, kiválóan alkalmas a gyakran orbitális méretű modern műtárgyak bemutatására.

## Tate Liverpool

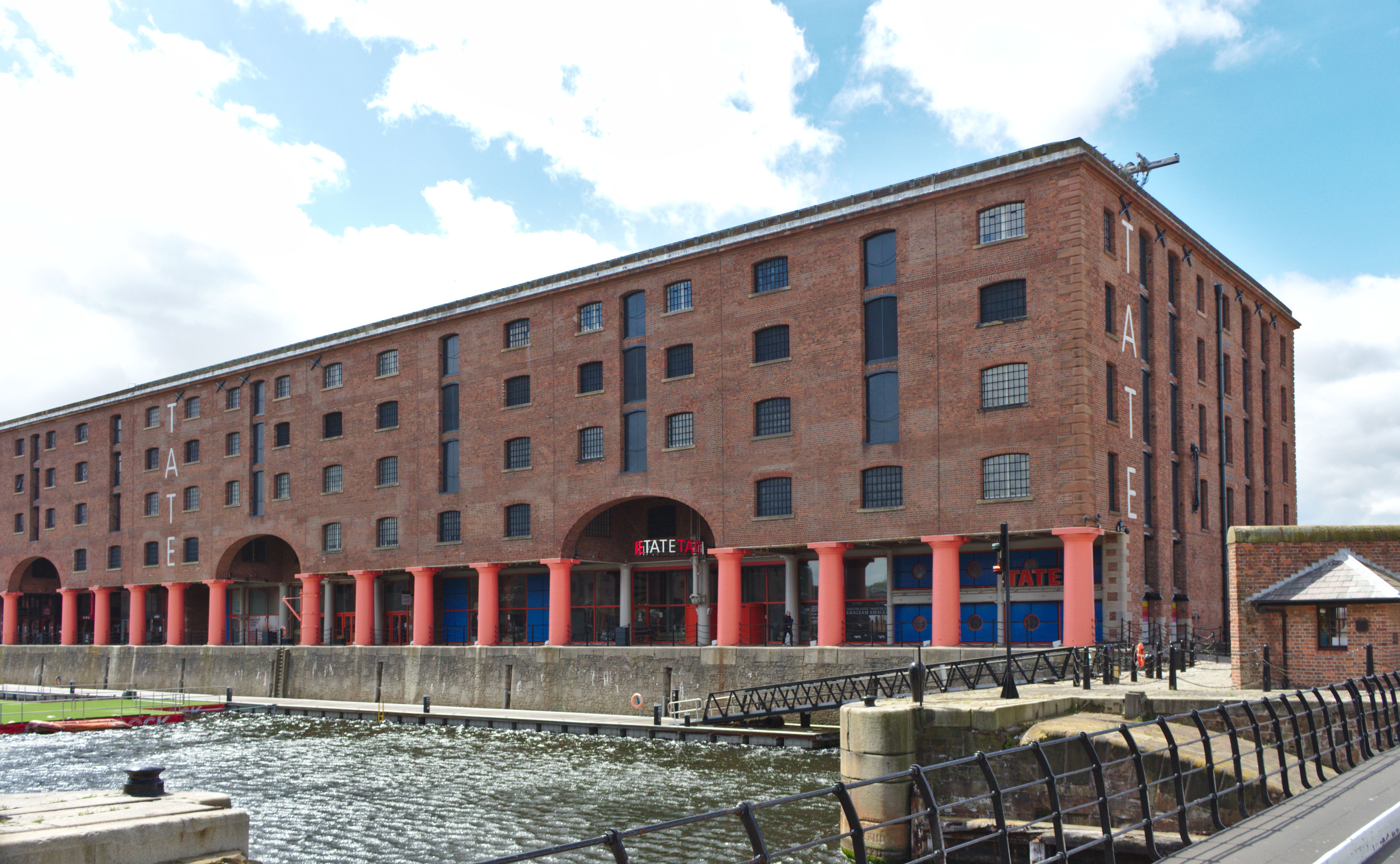
A Tate Liverpool

A Tate Liverpool 1988-ban nyílt meg egy átalakított raktárban (Albert Docks), Liverpoolban. Itt két fajta kiállítás van: kiállítás a Tate galéria műtárgyaiból, illetve kortárs időszaki kiállítások köz- és magángyűjteményektől kölcsönkapott alkotásokból. Ezen kívül van még egy kiállítás a The Beatles történetéről.

## Tate St Ives

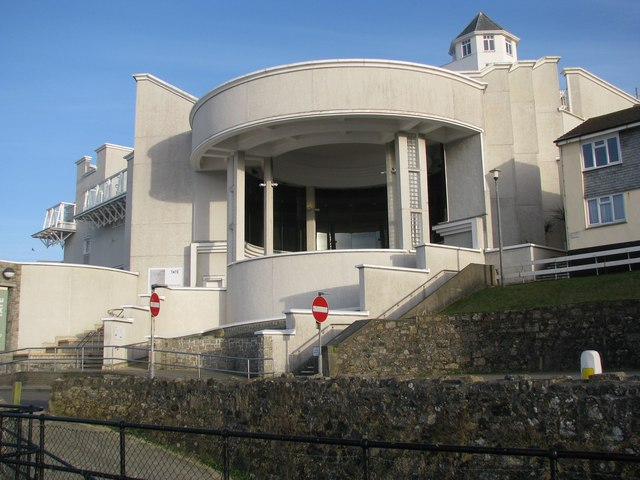
A Tate St Ives

A Tate St Ives 1993-ban nyitotta meg a kapuit St Ivesben, Cornwallban és egyedülálló betekintést nyújt a modern művészetbe, mert sok kiállított alkotás helyben keletkezett és a helyi környezet, Cornwall légköre inspirálta. Az itteni művésztelepet Alfred Wallis, Ben Nicholson és Christopher Wood (angol festő) alapították, 1928-ban.